# Emil Kayser
Emil Kayser (* 1854; † 1933) war ein deutscher Verwaltungs- und Ministerialbeamter und Kommunalpolitiker.

## Leben
Emil Kayser studierte an der Ruprecht-Karls-Universität Heidelberg. 1875 wurde er Mitglied des Corps Vandalia Heidelberg. Nach Abschluss des Studiums wurde er Verwaltungsbeamter und trat in den Verwaltungsdienst des Reichslands Elsaß-Lothringen ein. Von 1891 bis 1896 war er Kreisdirektor des Kreises Château-Salins. Von 1902 bis 1908 war er Bürgermeister in Mülhausen. Anschließend war er kaiserlicher Ministerialrat. Zuletzt lebte er im Ruhestand in Freiburg im Breisgau.

## Auszeichnungen
- Ernennung zum Geheimen Regierungsrat[2]